# Westwick (Yorkshire du Nord)
Pour les articles homonymes, voir Westwick.
Westwick est une paroisse civile du Yorkshire du Nord, en Angleterre.